# Auvillars
Auvillars település Franciaországban, Calvados megyében. Lakosainak száma 224 fő (2022. január 1.). Auvillars Bonnebosq, Beaufour-Druval, Formentin, Le Fournet, Léaupartie, Manerbe, Repentigny és La Roque-Baignard községekkel határos.

## Népesség
A település népességének változása:
| Lakosok száma | 185  | 158  | 178  | 205  | 235  | 242  | 227  | 216  | 212  | 224  |
|               | 1968 | 1982 | 1990 | 2006 | 2013 | 2015 | 2017 | 2019 | 2020 | 2022 |